# Corneana

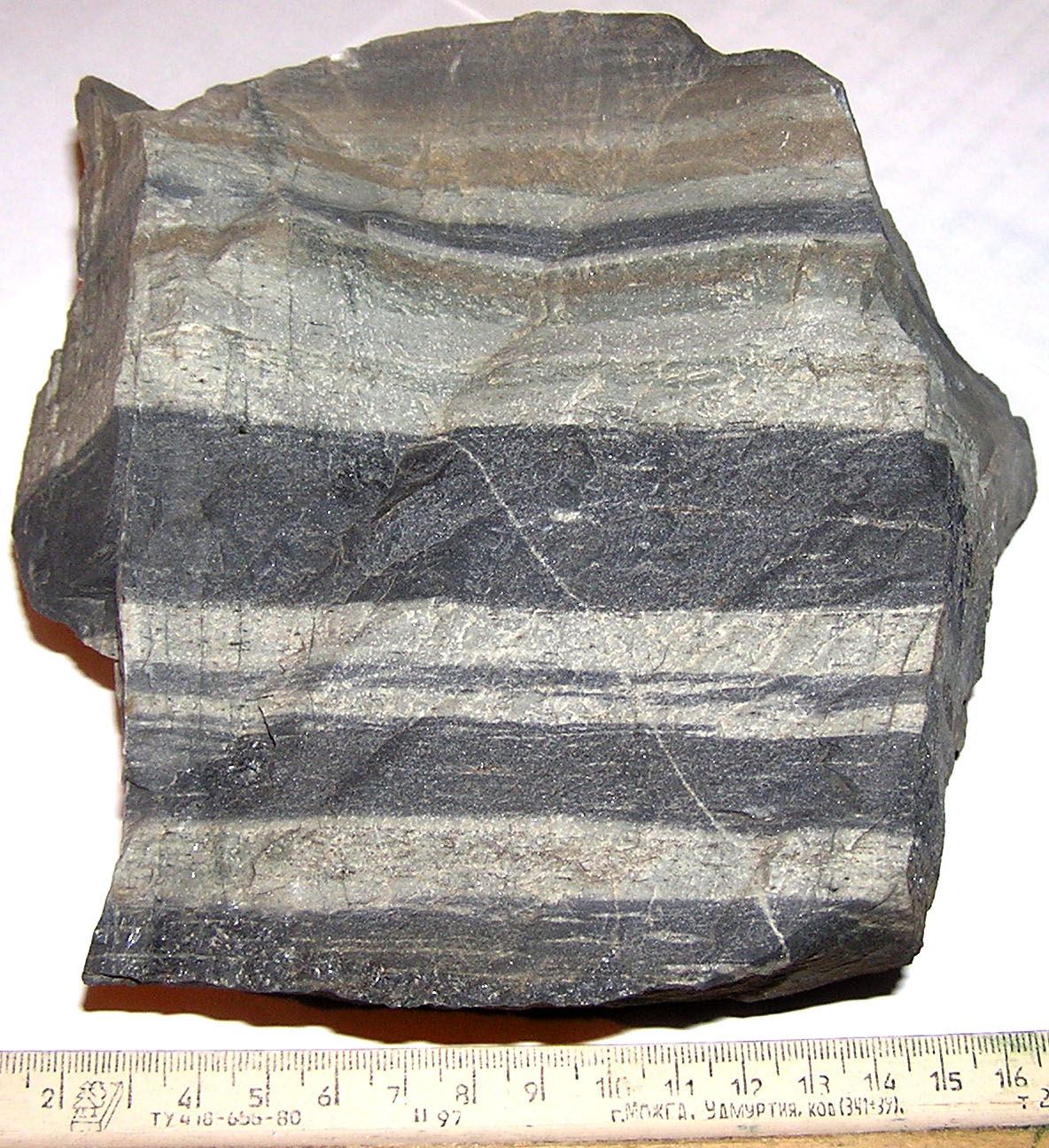
Fragmento del tipo de roca metamórfica conocido como "hornfels".

Corneana o Hornfels, nombres utilizados para referirse a un mismo tipo de roca metamórfica de  contacto, comúnmente de grano fino, suele ser muy dura y puede llegar a presentar algún abanderamiento, su resistencia es tal que es capaz de soportar la acción  glacial. Su origen se debe a que cuando las  masas ígneas  intrusivas interactúan con una roca previa, protolito, se produce una transformación física y química de la misma como consecuencia, principalmente, de las altas temperaturas de aquellas masas, dando origen a un nuevo tipo de roca, el Hornfels o Corneana. 
Respecto a su nombre, el significado de ambos sería el mismo, "piedra con forma de cuerno", solo que el primer término sería su denominación en  castellano y el segundo en  alemán. La forma alemana de denominar a la roca es la más popular entre los geólogos hoy en día, mientras que la castellana esta cayendo en desuso. La etimología del término podría provenir de su frecuente asociación con el "Glaciar del Cervino", en los Alpes, debido a que el nombre en alemán de aquella montaña, Matterhorn, deriva de las palabras Matte, que significa "prado", y Horn, que significa "cuerno". Otro origen posible se puede deber a que su excepcional dureza y textura recuerdan a los cuernos de ciertos de los animales.
La mayoría de los Hornfels son de grano fino, y mientras que las rocas originales (tales como las calizas, areniscas o pizarras) pueden ser más o menos fisibles en función de la existencia o no de planos de fractura, este tipo de estructura no se da en las hornfels. El color usual en estas rocas va desde el marrón oscuro al negro, con lustre derivado de la presencia de cristales de mica, negra brillante.

## Estructura
La estructura de los Hornfels es muy característica. Muy raramente adoptan forma cristalina, pero los pequeños gránulos se sitúan juntos, como una especie de mosaico. Esta forma se ha denominado pflaster (alemán) o estructura de pavimento por su semejanza con los trabajos de pavimentación. Cada mineral puede contener fragmentos de otros; en el cuarzo, por ejemplo, hay pequeños fragmentos de grafito, biotita, óxido de hierro, o feldespato, que puede aparecer en cantidad considerable. La casi totalidad de los gránulos se presentan opacos, en este caso.